# Svetislav Pešić
Svetislav Pesić (ur. 28 sierpnia 1949 w Nowym Sadzie) – jugosłowiański koszykarz i trener.
Svetislav Pesić swoją karierę trenerską rozpoczynał od grup młodzieżowych reprezentujących barwy Jugosławii. To wtedy, pracując z kadetami i juniorami, natrafił na grupę zdolnych i ambitnych zawodników, którzy w późniejszych latach mieli decydować o sile europejskiej koszykówki – Vlade Divac, Aleksandar Đorđević, Toni Kukoč i Dino Rađa zdobyli w 1987 roku m.in. mistrzostwo świata juniorów, pokonując w finale reprezentację Stanów Zjednoczonych.
Osiągnięcie to powtórzył 15 lat później już z seniorami, w składzie których był Divac. Wcześniej wywalczył dwa złote medale na europejskich mistrzostwach – z reprezentacją Niemiec w 1993 i reprezentacją Jugosławii w 2001.
Pesić ma także paszport niemiecki, a jego syn, Marco Pesić, który także swoje życie związał z koszykówką, był powoływany do reprezentacji Niemiec.

## Osiągnięcia

### Zawodnicze
Klubowe
- mistrzostwo Euroligi w 1979 (KK Bosna)
- mistrzostwo Jugosławii w 1978 (KK Bosna)
- Puchar Jugosławii w 1978 (KK Bosna)

### Trenerskie
Reprezentacyjne
- I miejsce na mistrzostwach:
  - świata:
    - w Indianapolis w 2002 (Jugosławia)
    - juniorów w 1987 (Jugosławia)

  - Europy:
    - w Niemczech w 1993 (Niemcy)
    - w Turcji w 2001 (Jugosławia)
    - kadetów w 1985 (Jugosławia)
    - juniorów w 1986 (Jugosławia
- II miejsce na mistrzostwach świata na Filipinach w 2023 (Serbia)[1]

Klubowe
- KK Bosna
  - mistrzostwo Jugosławii w 1983
  - Puchar Jugosławii w 1984
- ALBA Berlin
  - Pucharu Koracza w 1995
  - mistrzostwo Niemiec w 1997-2000
  - Puchar Niemiec w 1997, 1999
- FC Barcelona
  - mistrzostwo Euroligi w 2003
  - mistrzostwo Hiszpanii w 2003, 2004
  - Puchar Hiszpanii w 2003
- Akasvayu Girona
  - EuroChallenge w 2007

Indywidualne
- Trener Roku ligi niemieckiej 1996, 1998 (ALBA Berlin)
- Uczestnik Eurochallenge All-Star Game 2007